# Rehmannia solanifolia
Rehmannia solanifolia är en snyltrotsväxtart som beskrevs av Pu Chiu Tsoong och T.L. Chin. Rehmannia solanifolia ingår i släktet Rehmannia och familjen snyltrotsväxter. Inga underarter finns listade i Catalogue of Life.